# Seznam umetnih objektov na Marsu
To je seznam objektov, ki jih je na Mars poslal človek. Trenutno sta v uporabi MER-A (Spirit) in MER-B (Opportunity) roverja. Ostali niso več v uporabi. Na seznamu ni manjših predmetov kot so padala ali temperaturni ščiti. 
| Objekt                             | Država          | Pristal | Masa (kg) | Lokacija                 |
| Mars 2 1                           | Sovjetska zveza | 1971    | 1210      | 45° S - 302° W           |
| Mars 3 2                           | Sovjetska zveza | 1971    | 1210      | 45° S - 158° W           |
| Mars 6 1                           | Sovjetska zveza | 1973    | 635       | 29.90° S - 19.42° W      |
| Viking 1                           | ZDA             | 1976    | 657       | 22.480° N - 47.967° W    |
| Viking 2                           | ZDA             | 1976    | 657       | 48.269° N - 225.99° W    |
| Mars Pathfinder & Sojourner rover  | ZDA             | 1997    | 360       | 19.33° N - 33.55° W      |
| Mars Climate Orbiter 3             | ZDA             | 1999    | 629       | ?                        |
| Mars Polar Lander & Deep Space 2 1 | ZDA             | 1999    | 500       | 76° S - 195° W           |
| Beagle 2 1                         | Evropa          | 2003    | 69        | 10.6° N - 270° W         |
| MER-A & Spirit rover               | ZDA             | 2004    | 1063      | 14.5718° S - 175.4785° E |
| MER-B & Opportunity rover          | ZDA             | 2004    | 1063      | 1.9483° S - 354.4742° E  |

1 Plovilo je doseglo Marsovo površino, vendar signal ni bil vzpostavljen.
2 Plovilo je doseglo Marsovo površino,vendar se je nehalo oglašati po 20 sekundah.
3 Plovilo je predvidoma priletelo na Mars, ko se je neuspešno poskušalo utiriti v tirnico okrog planeta.